# Martinikerk (Sneek)

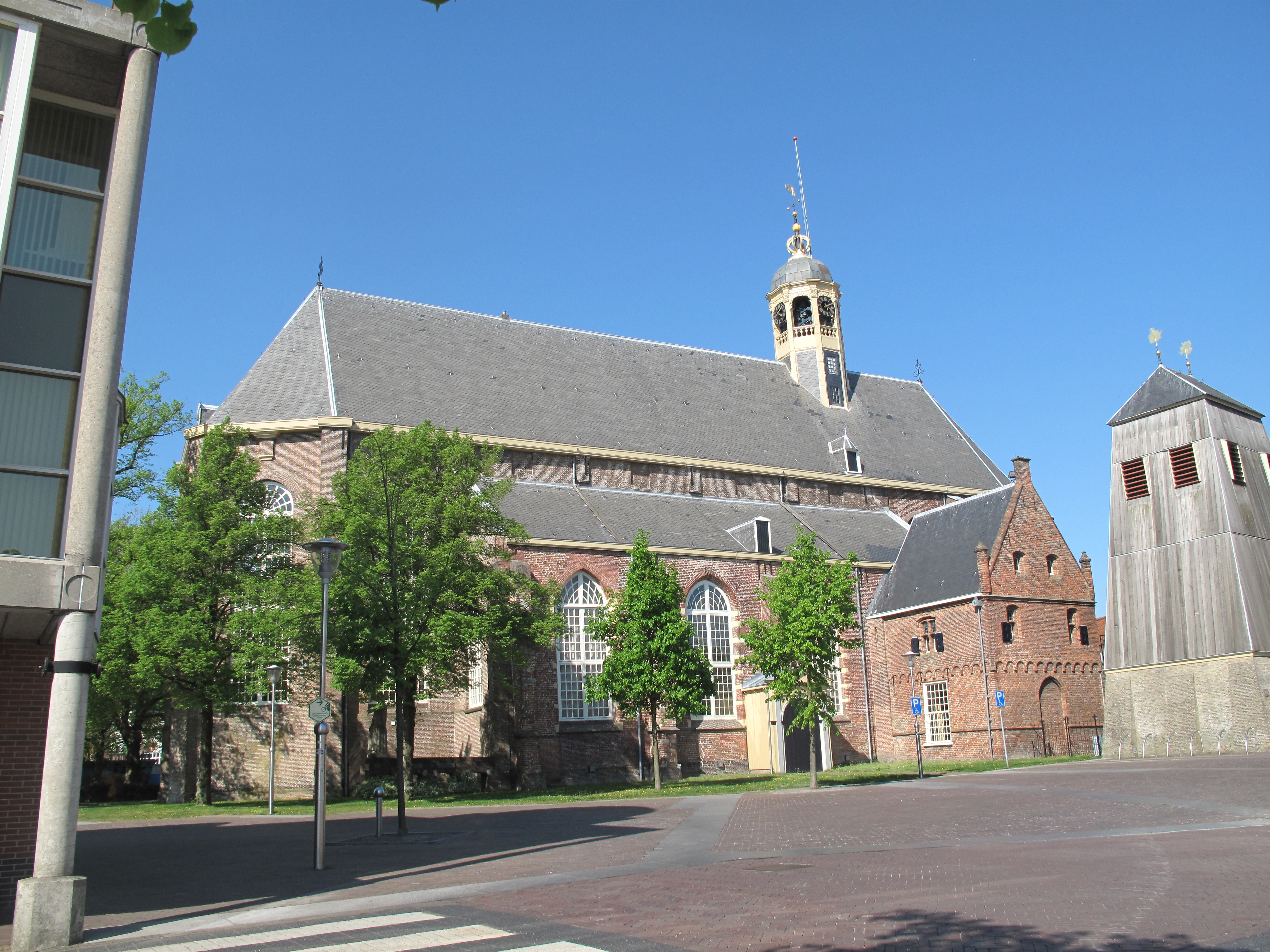
Grote Kerk von Süden

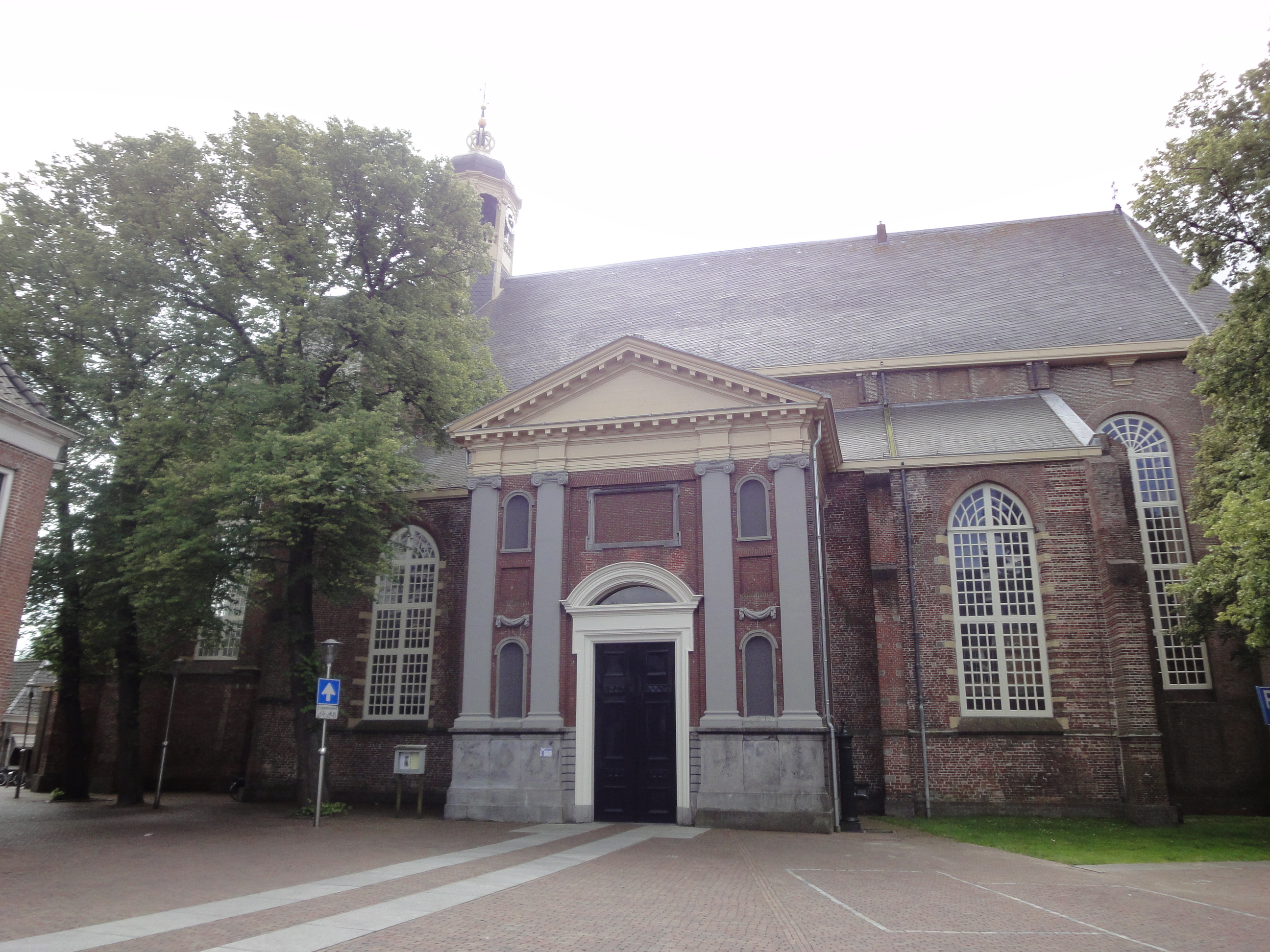
Grote Kerk von Norden

Die Martinikerk, seit der Reformation Grote Kerk, ist ein Kirchengebäude in Sneek (Niederlande), das unter dem Patrozinium des hl. Martin von Tours stand, der auch als Stadtpatron von Sneek galt.

## Geschichte
Die Martinikerk wurde im 11. Jahrhundert erbaut. Um das Jahr 1300 wurde die Kirche  vergrößert und mit drei Türmen ausgestattet. Die Kirche in ihrer heutigen Gestalt wurde 1498 vollendet. Im 16. Jahrhundert wurde die Sakristei angebaut.
Im Zuge der Reformation wurde die Kirchengemeinde im Jahre 1580 protestantisch.
1681 stürzte die romanische Westfassade samt dem mittleren der drei Türme ein.

## Architektur
Bei der Reparatur der Kirche wurden auch die beiden verbliebenen Türme abgetragen. Seither hat die Kirche nur noch einen Dachreiter, und ihr westliches Ende sieht fast wie eine Apsis aus.
Sie ist durch Längsarkaden und Hochschiffswände, die von außen gesehen eine Stufe im Dach bilden, in ein hohes Mittelschiff und zwei niedrigere Seitenschiffe gegliedert und damit architektonisch eine Pseudobasilika.
Kanzel und Abendmahlstisch befinden sich an einer der Längsseiten, so dass der Kirchenraum als Querkirche eingerichtet ist.

## Orgel

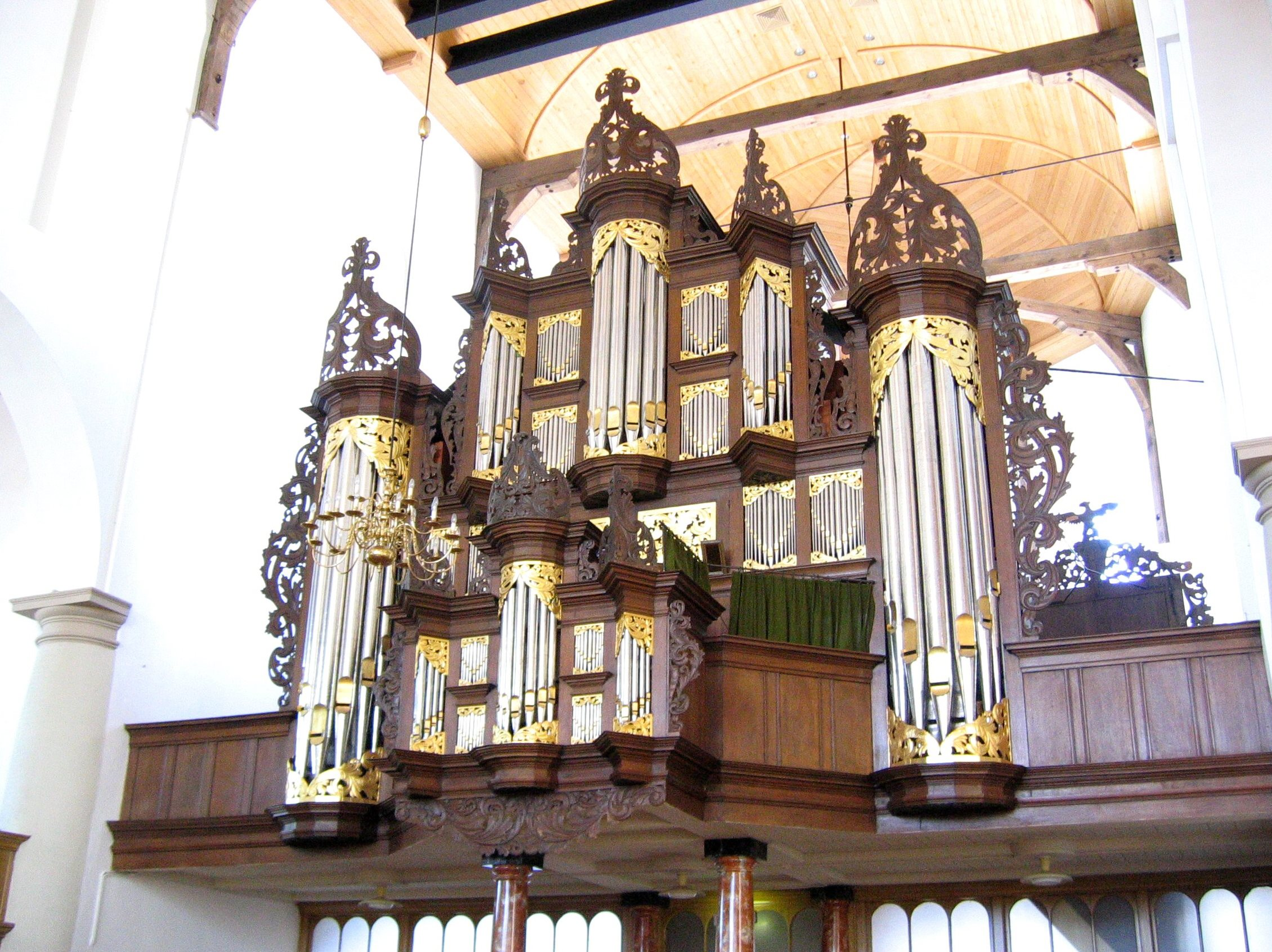
Schnitger-Orgel

Zu den bedeutsamsten Ausstattungsstücken zählt die große Orgel, die in den Jahren 1710–1711 durch den Orgelbauer Arp Schnitger erbaut wurde. Im Jahre 1925 wurde das Pedalwerk auf pneumatische Kegelladen umgestellt. Im Jahre 1988 wurde die Orgel durch die Orgelbauer Bakker & Timmenga (Leeuwarden) restauriert und das Pedal auf den ursprünglichen Zustand rekonstruiert. Das Schleifladen-Instrument hat 38 Register auf drei Manualen und Pedal. Die Spiel- und Registertrakturen sind mechanisch.
| I Rückpositiv C–g3 |    |
| Prestant           | 4′ |
| Quintadena         | 8′ |
| Roerfluit          | 8′ |
| Roerfluit          | 4′ |
| Nasard             | 3′ |
| Octaaf             | 2′ |
| Sexquialter II     |    |
| Dulciaan           | 8′ |
| Tremulant          |    |

| II Hauptwerk C–g3 |     |
| Prestant          | 8′  |
| Bourdon           | 16′ |
| Holpijp           | 8′  |
| Violon            | 8′  |
| Octaaf            | 4′  |
| Fluit             | 4′  |
| Quint prestant    | 3′  |
| Octaaf            | 2′  |
| Mixtuur II-III    |     |
| Cornet III (D)    |     |
| Trompet           | 8′  |

| III Schwellwerk C–g3 |    |
| Salicionaal          | 8′ |
| Roerfluit            | 8′ |
| Viola di Gamba       | 8′ |
| Quintadena           | 8′ |
| Salicet              | 4′ |
| Flûte harmonique     | 4′ |
| Quintfluit           | 3′ |
| Woudfluit            | 2′ |
| Carillon II (D)      |    |
| Hobo                 | 8′ |
| Vox Humana           | 8′ |
| Tremulant            |    |

| Pedalwerk C–d1 |     |
| Prestant       | 16′ |
| Subbas         | 16′ |
| Octaaf         | 8′  |
| Gedakt         | 8′  |
| Octaaf         | 4′  |
| Bazuin         | 16′ |
| Trompet        | 8′  |
| Claron         | 4′  |

- Koppeln: II/I, III/I, I/P, II/P